# Оберёфлинген
Оберёфлинген (нем. Oberöfflingen) — община в Германии, в земле Рейнланд-Пфальц. 
Входит в состав района Бернкастель-Витлих. Подчиняется управлению Мандершайд.  Население составляет 281 человек (на 31 декабря 2010 года). Занимает площадь 7,44 км².